# Smrekov (Velká Fatra)
Smrekov (1441 m n. m.) je hora ve Velké Fatře na Slovensku. Jedná se o mohutný lesnatý masív nacházející se v hřebeni, který propojuje Hôľnou a Bralnou Fatru. Hřeben na východní straně pokračuje přes několik nevýrazných vrcholků směrem k hlavnímu velkofatranskému hřebeni; na západě se větví do složitého systému hřbetů Bralné Fatry. Severním směrem vybíhá z hory skalnatá rozsocha směřující přes vrchol Skalná (1297 m) k vrcholu Prostredný grúň (1038 m), za nímž klesá k hornímu konci Gaderské doliny. Severozápadní svahy hory klesají do doliny Selenec (zde se rozkládá Národní přírodní rezervace Padva), severovýchodní do Dedošové doliny a jihozápadní do Žarnovické doliny. Vrchol poskytuje omezené výhledy jak na Bralnou Fatru, tak na hlavní hřeben.

## Přístup
- po zelené  značce ze Sedla pod Smrekovom